# Bestiaire d'Aberdeen

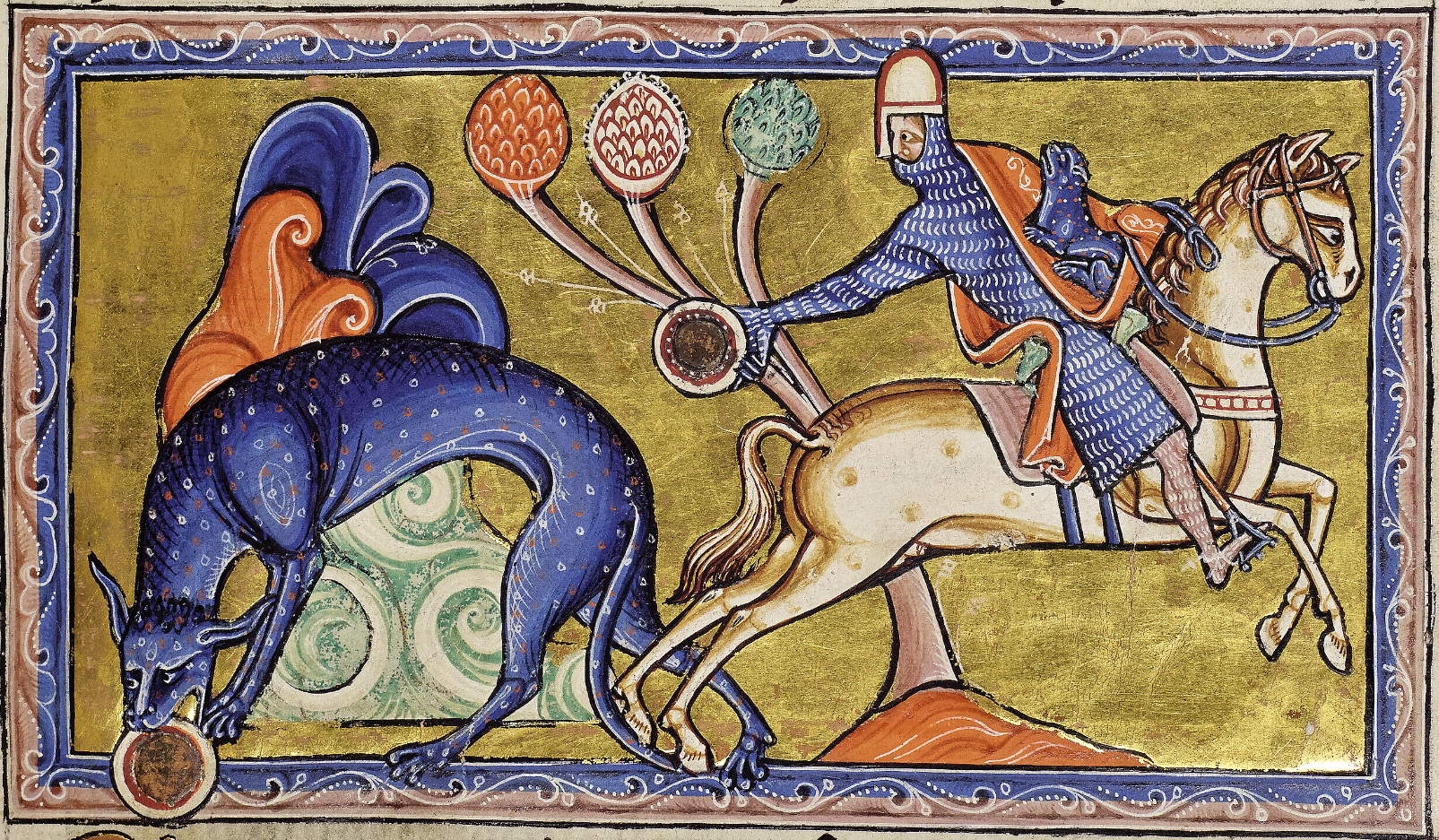
Détail du folio 8 r° du bestiaire d'Aberdeen, représentant une miniature du Tigre.

Le Bestiaire d'Aberdeen (Université d'Aberdeen MS 24) est un bestiaire du XIIe siècle qui a été répertorié pour la première fois en 1542 dans l'inventaire de la Old Royal Library du palais de Westminster. 

## Historique
Les informations sur son origine et son commanditaire sont indirectes. Le manuscrit a été rédigé et enluminé aux alentours de 1200 et a appartenu à un commanditaire ecclésiastique du nord ou sud de la province. Le Bestiaire d'Aberdeen est lié à tous les bestiaires du Moyen Âge et plus spécialement au Bestiaire d'Ashmole. Certains soutiennent aussi que le Bestiaire d'Aberdeen serait le plus ancien des deux.

## Structure du bestiaire
- Les folios 1 à 5 représentent la création du monde.
- Les folios 7 à 18 recto détaillent les bêtes sauvages (bestiae).
- Les folios 20 verso à 23 recto traitent du bétail (pecora).
- Les folios 23 verso à 24 verso dépeignent les petits animaux (minuta animala).
- Les folios 25 recto à 63 recto sont consacrés aux oiseaux (aves), terme à comprendre au sens large, puisqu'y sont incluses la chauve-souris (51 recto) et l'abeille (63 recto).
- Les folios 64 verso à 71 recto énumèrent les serpents et les reptiles (serpentes).
- Le folio 72 recto décrit les vers (vermes).
- Les folios 72 recto à 74 recto détaillent les poissons (pisces).
- Les folios 77 verso à 80 verso décrivent les arbres et les plantes (arbories).
- Les folios 80 verso à 91 recto traitent de la nature de l'être humain (natura hominis).
- Les folios 93 recto à 100 verso, enfin, sont consacrés aux pierres et aux minéraux (lapides).